# Nomia medogensis
Nomia medogensis är en biart som beskrevs av Wu 1988. Nomia medogensis ingår i släktet Nomia och familjen vägbin. Inga underarter finns listade i Catalogue of Life.